# Wink (Teksas)
Wink je grad u američkoj saveznoj državi Teksas. Prema popisu stanovništva iz 2010. u njemu je živjelo 940 stanovnika.